# Печора (град)
Вижте пояснителната страница за други значения на Печора.
Печора (на руски: Печора; на коми: Печӧра) е град в Република Коми, Русия. Разположен е близо до река Печора в близост до планината Урал. Населението на града към 1 януари 2017 г. е 40 653 души.
Забележителности на града са Печорското летище и военновъздушната база Печора Каменка.

## История
През лятото на 1940 г., във връзка със строителството на Печорската железопътна линия (1937 – 1942), в района на днешната железопътна гара Печора започва работа строителен отряд, съставен главно от затворници на ГУЛАГ. С първите временни жилища железопътната гара започва да се наричат селище. През същото лято на 1940 г. на река Печора е построено пристанището Канин Нос. В края на 1942 г. Печорската железопътна линия е пусната в постоянна експлоатация. През лятото на 1943 г. немците предприемат десант със самолети от Карско море към Печора с цел да се взриви моста над реката, но членовете на саботажната група, съставена от съветски военнопленници, доброволно се предават на НКВД. На 18 януари 1949 г. разширените селища на железопътната гара Печора и пристанището на Канин Нос са обединени и получават статут на град. Административният център на Кожвински район е преместен от Кожва в Печора.
През следващите години Печора става един от основните транспортни възли в републиката – към водния и железопътния транспорт е добавен и въздушен такъв, когато през 1956 г. е построено летище Печора. Във връзка със строителството близо до града на радиолокационна станция тип „Дарял“ към системата за ранно предупреждение за ракетно нападение, през януари 1974 г. е започнато строителството на Печорската ТЕЦ. Първият енергоблок е пуснат в експлоатация на 5 февруари 1979 г. Така Печора се превръща в „енергийна столица“ на Коми – в днешно време около една трета от цялата електроенергия на Република Коми се произвежда в Печорската ТЕЦ.
През 1990-те години са закрити няколко големи предприятия. Жителите започват активно да се преселват към по-южните територии на Русия. Днес градообразуващите предприятия на Печора работят сравнително стабилно. През 2010 г. е приет генерален план за развитието на Печора до 2030 г.

## Население
| 1959   | 1970   | 1979   | 1989   | 1996   | 2002   | 2006   |
| ------ | ------ | ------ | ------ | ------ | ------ | ------ |
| 30 586 | 37 803 | 56 361 | 64 746 | 62 400 | 48 700 | 47 200 |
| 2010   | 2012   | 2013   | 2014   | 2015   | 2016   | 2017   |
| 43 105 | 42 296 | 41 716 | 41 189 | 40 910 | 40 653 |        |

## Климат
Климатът в Печора е субполярен. Средната годишна температура е −1,9 °C, средната влажност на въздуха е 77%, а средното количество годишни валежи е около 625 mm.
| Климатични данни за Печора            | Климатични данни за Печора | Климатични данни за Печора | Климатични данни за Печора | Климатични данни за Печора | Климатични данни за Печора | Климатични данни за Печора | Климатични данни за Печора | Климатични данни за Печора | Климатични данни за Печора | Климатични данни за Печора | Климатични данни за Печора | Климатични данни за Печора | Климатични данни за Печора |
| Месеци                                | яну.                       | фев.                       | март                       | апр.                       | май                        | юни                        | юли                        | авг.                       | сеп.                       | окт.                       | ное.                       | дек.                       | Годишно                    |
| Абсолютни максимални температури (°C) | 2,5                        | 2,9                        | 11,6                       | 21,9                       | 30,6                       | 34,1                       | 34,9                       | 32,4                       | 27,6                       | 20,0                       | 7,7                        | 3,5                        | 34,9                       |
| Средни максимални температури (°C)    | −14,4                      | −13                        | −3,6                       | 2,5                        | 9,5                        | 18,0                       | 21,7                       | 16,9                       | 10,3                       | 2,2                        | −7,3                       | −12                        | 2,6                        |
| Средни температури (°C)               | −18,4                      | −17,2                      | −8,9                       | −3,2                       | 4,2                        | 12,3                       | 16,1                       | 12,0                       | 6,5                        | −0,3                       | −10,5                      | −15,7                      | −1,9                       |
| Средни минимални температури (°C)     | −22,5                      | −21,4                      | −13,7                      | −8,3                       | −0,3                       | 7,4                        | 11,1                       | 8,0                        | 3,6                        | −2,5                       | −13,8                      | −19,7                      | −6                         |
| Абсолютни минимални температури (°C)  | −54,7                      | −56                        | −44,7                      | −35,7                      | −23,3                      | −5,6                       | 0,1                        | −3,1                       | −9,5                       | −33,9                      | −43,3                      | −52,5                      | −56                        |
| Средни месечни валежи (mm)            | 42                         | 33                         | 32                         | 33                         | 45                         | 67                         | 72                         | 77                         | 62                         | 63                         | 49                         | 51                         | 625                        |
| ------------------------------------- | -------------------------- | -------------------------- | -------------------------- | -------------------------- | -------------------------- | -------------------------- | -------------------------- | -------------------------- | -------------------------- | -------------------------- | -------------------------- | -------------------------- | -------------------------- |
| Източник: Погода и Климат             |                            |                            |                            |                            |                            |                            |                            |                            |                            |                            |                            |                            |                            |

## Икономика
Водещата промишленост на града е електроенергетиката. В днешно време в Печорската ТЕЦ работят 5 енергоблока, чиято обща мощност е над 1 млн. kW. Тя произвежда около 1/3 от електроенергията в Република Коми и едно от най-големите предприятия за електроенергия в Европейската част от Северна Русия. На второ място в икономиката на града се нарежда нефтодобивната промишленост, която е подсигурена от значителните промишлени запаси от нефт и природен газ в района. През района минават: нефтопроводът Усинск – Печора – Ухта – Ярославъл, газопроводите Усинск – Печора, Западен Соплеск – Печора, Ямал – Европа, Бованенково – Ухта и метанолопроводът Кожва – Вуктил. От 1979 г. работи завод за железобетонни изделия, а от 1987 г. работи и завод за производство на метални конструкции.

## Транспорт
Целогодишна автомобилна връзка с централните райони на страната няма. Тече строителство на автомобилен път Ухта – Печора – Усинск – Нарян Мар. Градът е достъпен чрез черни и недостроени пътища. Речният транспорт на града е развит, като пристанището му извършва както товарни, така и пасажерски превози. С железопътна гара Печора разполага още от 1941 г. Летището на града осъществява полети три пъти седмично до Сиктивкар и обратно.